# Сарыг-Сеп
Сары́г-Сеп — село, административный центр Каа-Хемского кожууна Республики Тыва.
Население — 4174 чел. (2021).

## География
Сарыг-Сеп расположен в долине Малого Енисея, протянувшись на 5 км вдоль его правого берега между устьями двух горных рек — Мергена и Дерзига в 90 километрах от столицы республики Кызыла.
Климат
Климат отличается резкой континентальностью. Среднемесячные показатели температуры близки к аналогичным для города Кызыла. В Сарыг-Сепе зарегистрированы абсолютные максимумы и минимумы температуры республики Тыва: −61°С зимой и летом +60°С на поверхности почвы. Годовые осадки достигают 400—600 мм. В течение года очень много солнечных дней. Зима малоснежная, безветренная и холодная. Лето жаркое. Снежный покров сходит в конце марта в течение 2-3 недель, однако заморозки возможны вплоть до 12-13 июня. Осень наступает быстро. Первые заморозки наблюдаются 27 августа — 4 сентября. Первая половина сентября — бархатный сезон. Теплое и сухое время. Затем наступает быстрый листопад. Снежный покров устанавливается в конце октября — начале ноября. До его установления характерная холодная (-10°С −15°С) бесснежная солнечная погода.

## История
Основан в 1872 году. Изначальное название " Косашаровка", позже переименована в "Знаменку" и сейчас название "Сарыг-Сеп". Располагался на 2 километра выше реки Мерген. Первые дома появились около нынешнего стадиона.

## Население
| 1959  | 1970  | 1979  | 1989  | 2002  | 2010  |
| ----- | ----- | ----- | ----- | ----- | ----- |
| 2970  | ↗3303 | ↗4160 | ↗4663 | ↘4621 | ↘4417 |
| 2021  |       |       |       |       |       |
| ↘4174 |       |       |       |       |       |

## Транспорт

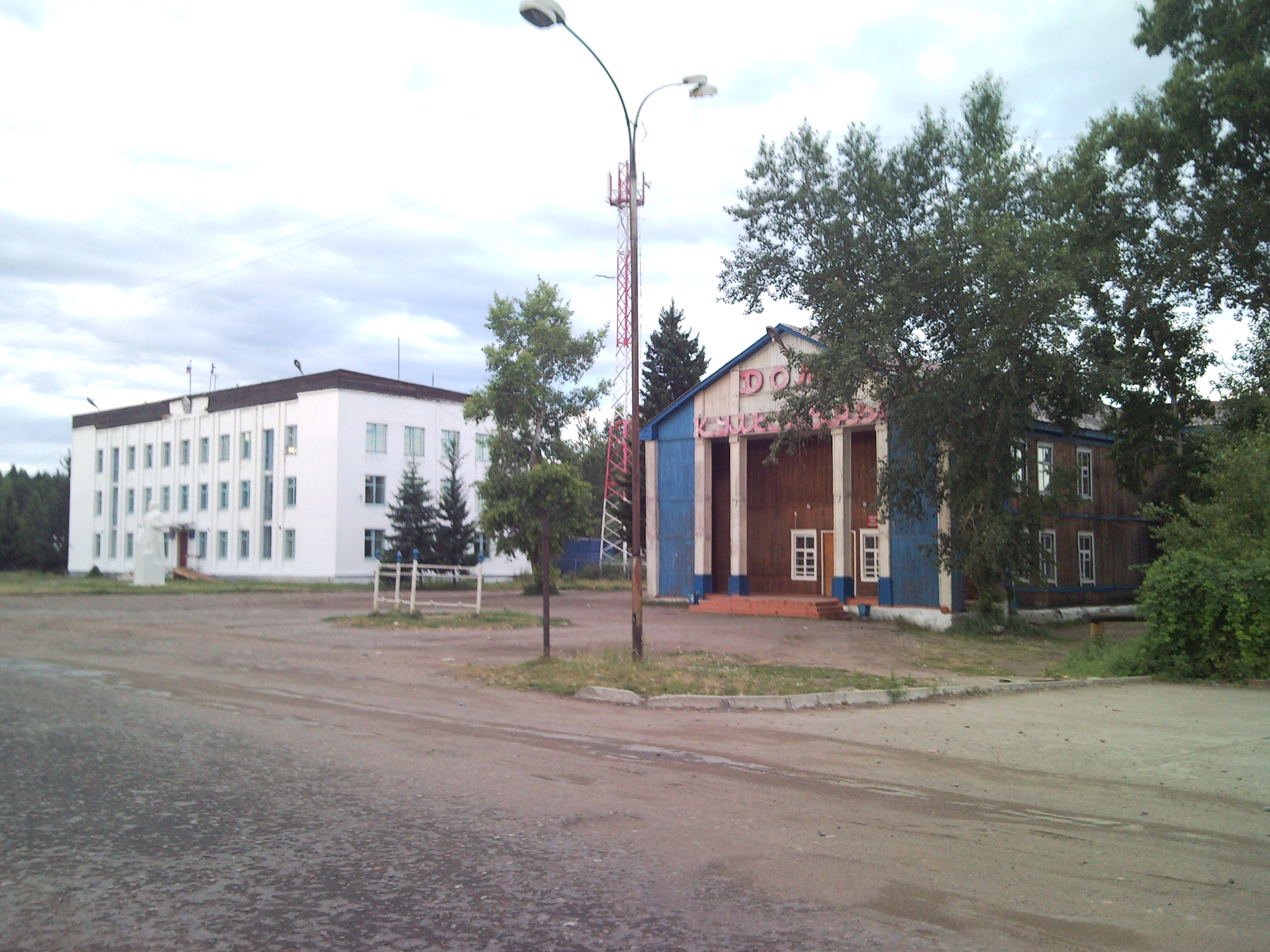
Вид на центр Сарыг-Сепа, 2010

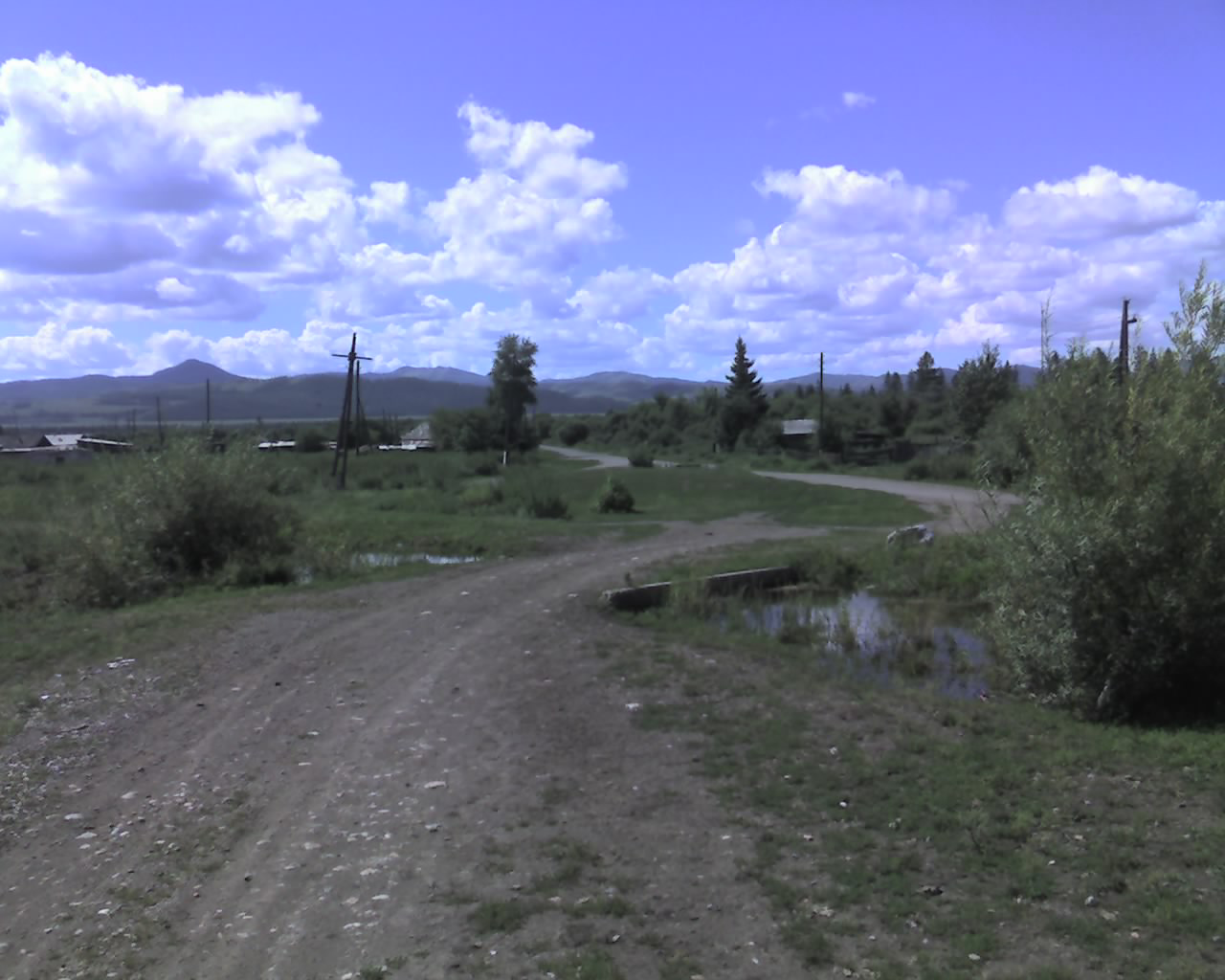
Въезд с востока в посёлок Мерген

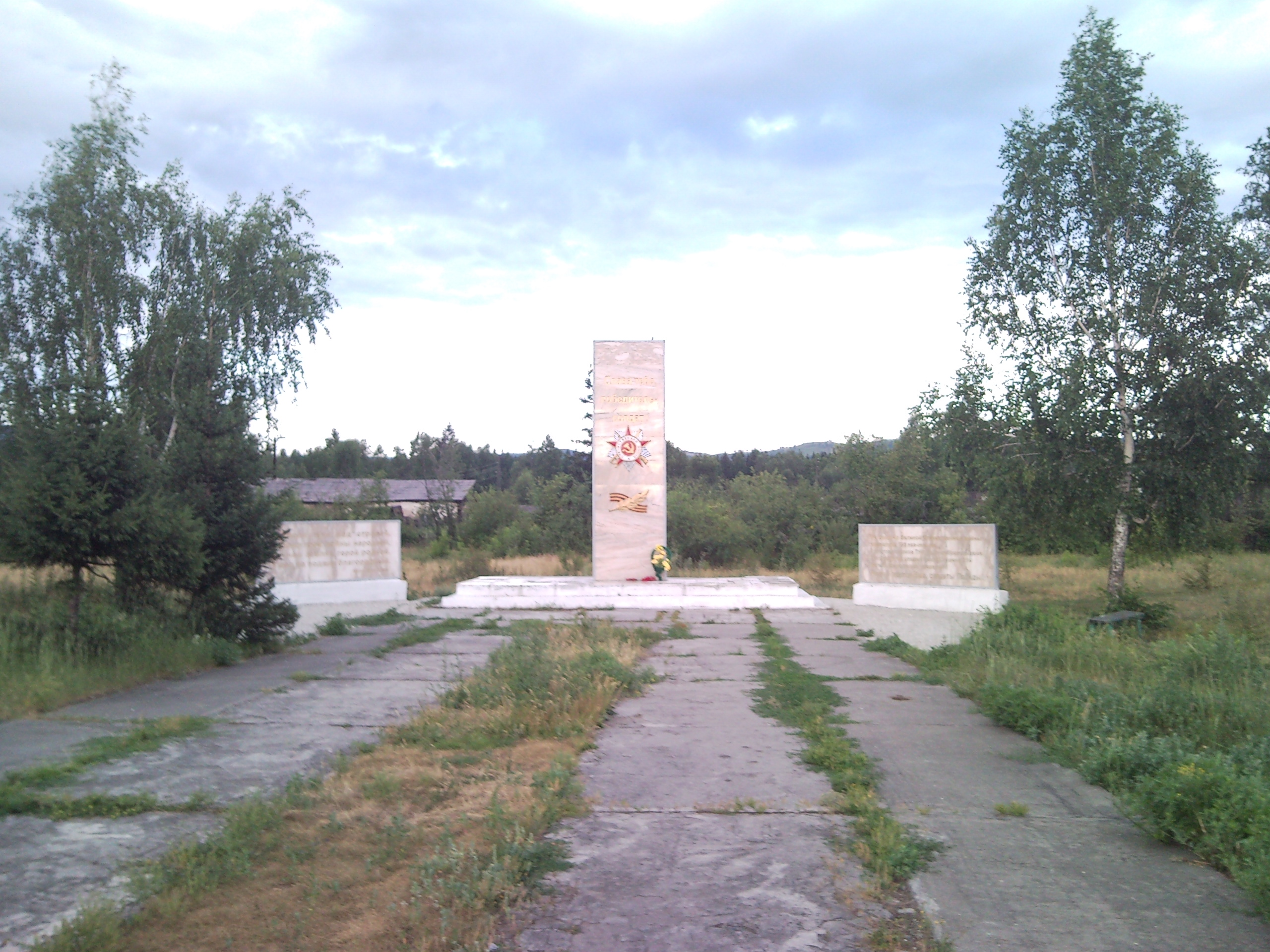
Мемориал участникам ВОВ в Сарыг-Сепе

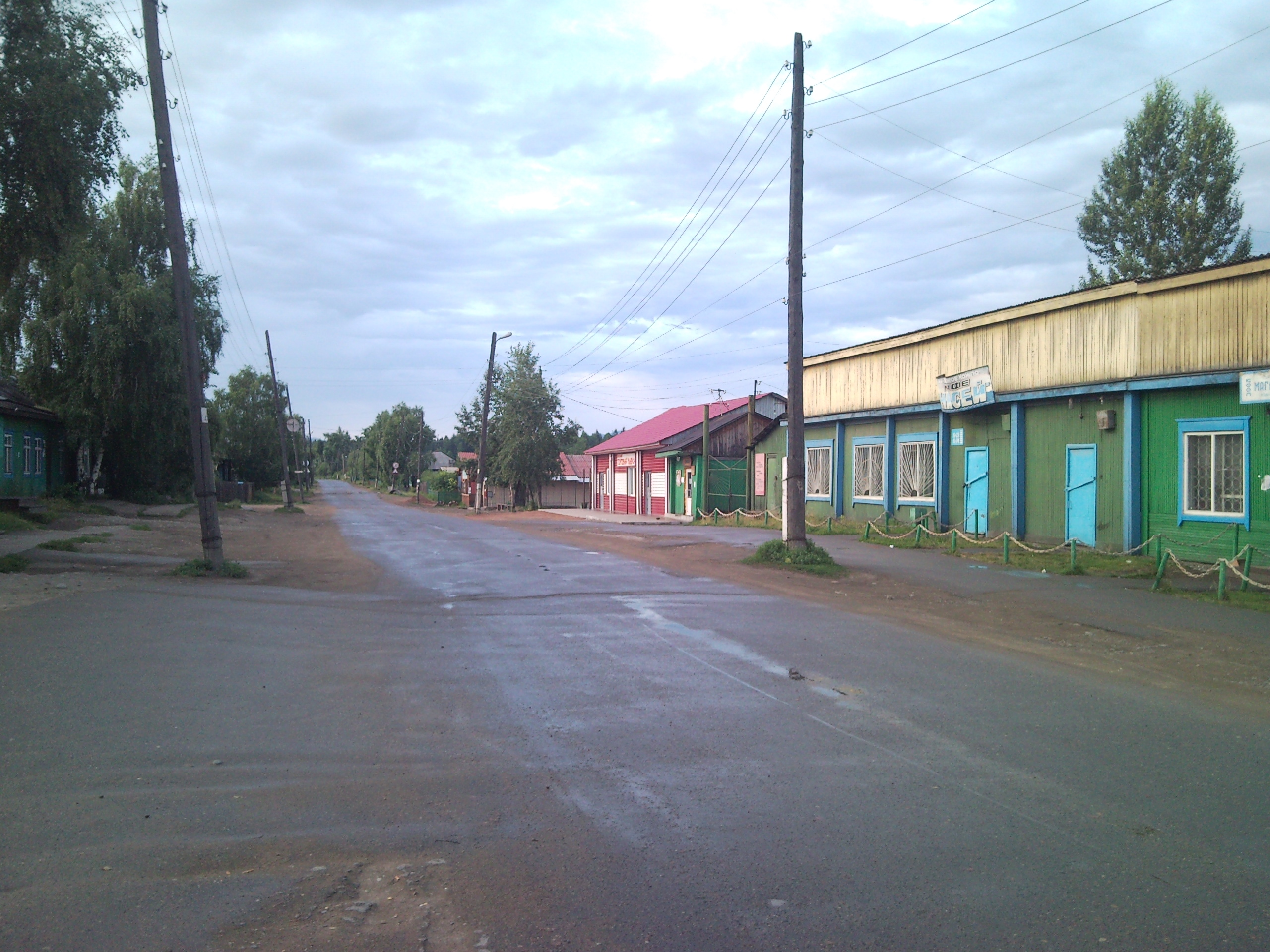
Торговый центр Сарыг-Сепа

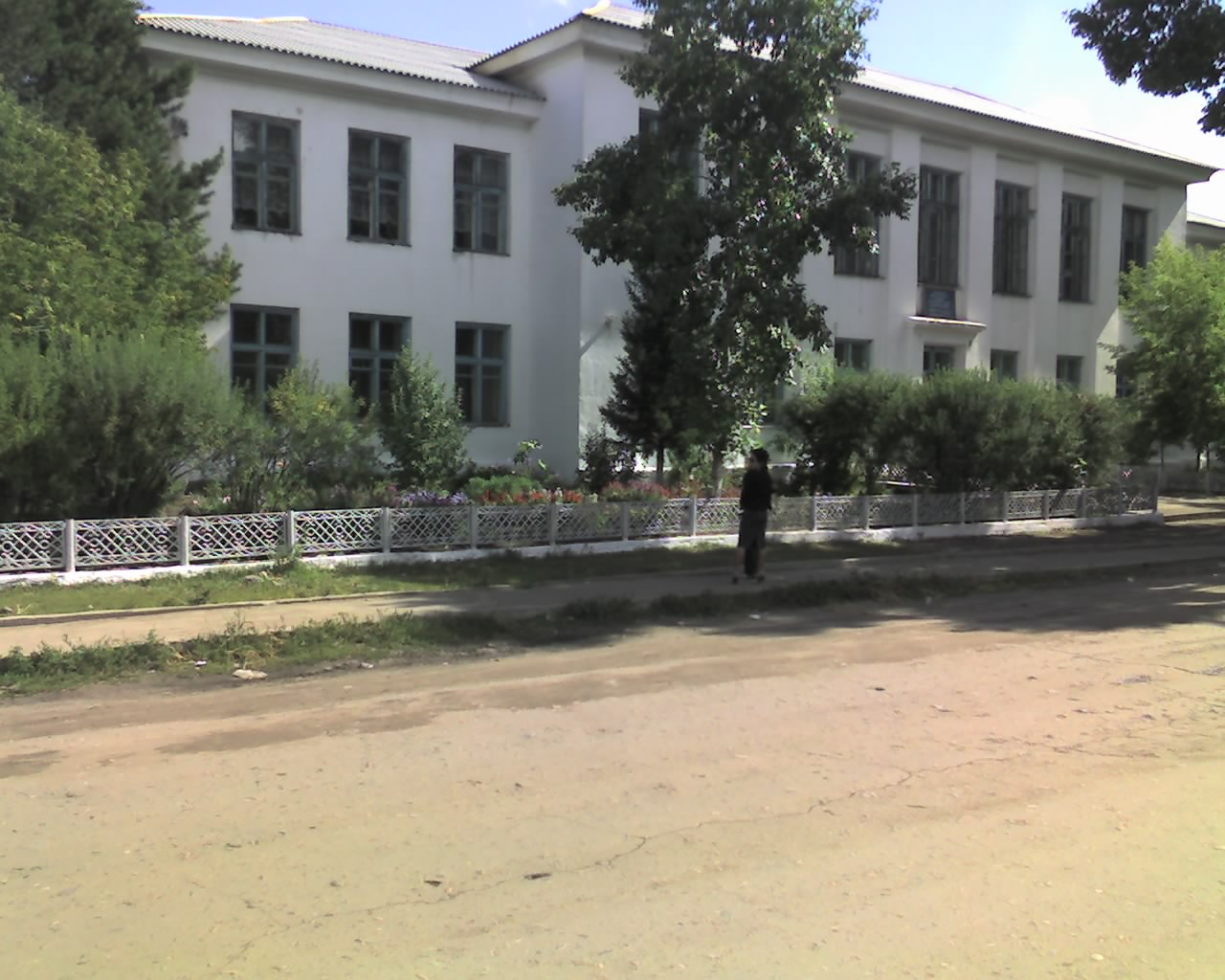
Сарыг-Сепская школа № 1

Фактически единственный транспорт автомобильный. С Кызылом село связано дорогой с асфальтобетонным покрытием. С 1999 года по данной дороге возможно регулярное наземное сообщение в связи с вводом в строй моста через Ка-Хем в местечке Кок-Тей. До этого времени весной и осенью сообщение прерывалось на период ледостава и ледохода. На Кок-Тее работал крупный паром грузоподъёмностью 30 тонн. В 3-х километрах выше села в деревне Дерзиг-Аксы располагается муниципальный паром грузоподъёмностью 20 тонн (в большую воду 10 тонн). Через этот паром село связано грунтовой дорогой с улучшенным покрытием с населёнными пунктами района, расположенными на левом берегу Ка-Хема и федеральной автотрассой М54 «Енисей» в районе деревни Балгазын. Из существовавший ещё в 90-х годах регулярных автобусных рейсов (до 3-х в день) сегодня не действует ни один в виду нерентабельности/неэффективности. В здании автостанции (автовокзала) располагается магазин-бар. Со стоянки перед ней можно легко уехать в Кызыл на Газели или легковом автомобиле. Проезд в деревни, расположенные выше села по течению Ка-Хема, организован от выезда из торгового центра села.
В селе имеется аэродром. Вплоть до постройки моста через Ка-Хем из Кызыла имелось регулярное воздушное сообщение. Особенно в осенне-весенний период. Аэродром является грунтовым и способен принимать лишь мелкие суда. Ранее сюда выполняли свои рейсы Ан-2, Л-410 и Ми-8. На сегодняшний день аэродром является резервным и служит для дозаправки транзитных авиасудов (на Юго-Восток республики). Здесь также базируется Ачинский отряд пожарной лесоохраны.
До начала 1990-х годов до Кызыла имелось регулярное водное сообщение на теплоходе «Заря». Ныне не действует.

## Культура и образование
В селе действует 3 школы. Школа № 1 является дневной с обучением в первую смену (5-дневная учебная неделя). Представляет собой комплекс из 6 зданий, спортплощадки и приусадебного участка. Расположена в центре села. Обучение на русском языке. Школа № 2 является также дневной с обучением в первую смену (6-дневная учебная неделя). Состоит из комплекса в несколько зданий, расположена на северной окраине села. Школа совмещена с общежитием-интернатом для детей из других деревень (5-11 классы). Обучение ведётся на тувинском языке. Третья школа является вечерней, для обучения 5-11 классов, расположена в центре села вместе с школой № 1. В селе имеется также профессиональное училище № 7 (ГОУ НПО ПУ 7) в составе 2-х общежитий, нескольких отдельных зданий, учебной технической базы и опытного поля. В селе есть также центр ДЮСШ, детская школа искусств, центр детского творчества, два детских сада, центральная районная и детская библиотеки, работает дом культуры. Имеется местная православная церковь.
На центральной площади села находится памятник В. И. Ленину. Есть музей средней школы № 1 (значится как филиал Кызыльского национально музея). Также в составе школы № 2 имеется музей имени С. К. Тока.

## Предприятия
В Сарыг-Сепе расположено Сарыг-Сепское ДРСУ, выполняющее ремонт дорог в районе и занимающееся постройкой автодороги Бояровка — Тоора-Хем; Сарыг-Сепский лесхоз с лесопилкой; фактически прекративший деятельность зверопромхоз; центральная котельная, обеспечивающая отопление и водоснабжение в центре села; центральная районная больница (поликлиника, комплекс различных отделений, роддом); Сарыг-Сепское КУЭПО (филиал оператора связи «Тывасвязьинформ»); филиал Россельхозбанка; филиал Сбербанка; Каа-Хемский районный суд. По селу разбросаны около 30 в общей сложности торговых точек как частных предпринимателей так и местных предприятий. Существует 3 хлебопекарни, 2 аптеки, 2 автозаправочных станции, такси. В районе расположения в прошлом Макеевки (на севере села, на территории сумона) расположено крупное фермерское хозяйство Пирогов, широко известное в республике как лучший частный сельхозпроизводитель.

## Транслируемые телеканалы
- ГТРК «Тыва» Сетевой партнёр телеканала «Россия». Вещание по всей республике на русском и тувинском языках.
- Телеканал НТВ
- Первый канал
- 5й Канал